# Кгатленг
Кгатленг (на английски: Kgatleng) е област в югозиточна Ботсвана. Площта ѝ е 7960 квадратни километра, а населението е 106 700 души (по изчисления за август 2018 г.). Кгатленг граничи с РЮА. Столицата на областта е село Мочуди, което е с над 40 000 души население. Кгатленг има само една подобласт.